# Zalando
Zalando SE (precedentemente Zalando GmbH) è una società tedesca di commercio elettronico con sede a Berlino, in Germania, specializzata nella vendita online di scarpe, vestiti e altri accessori. Creata nel 2008, offre il suo servizio di rivendita in 23 stati in Europa.
La società è quotata dal 2014 alla Borsa di Francoforte ed è un'azienda di diritto europeo.

## Storia

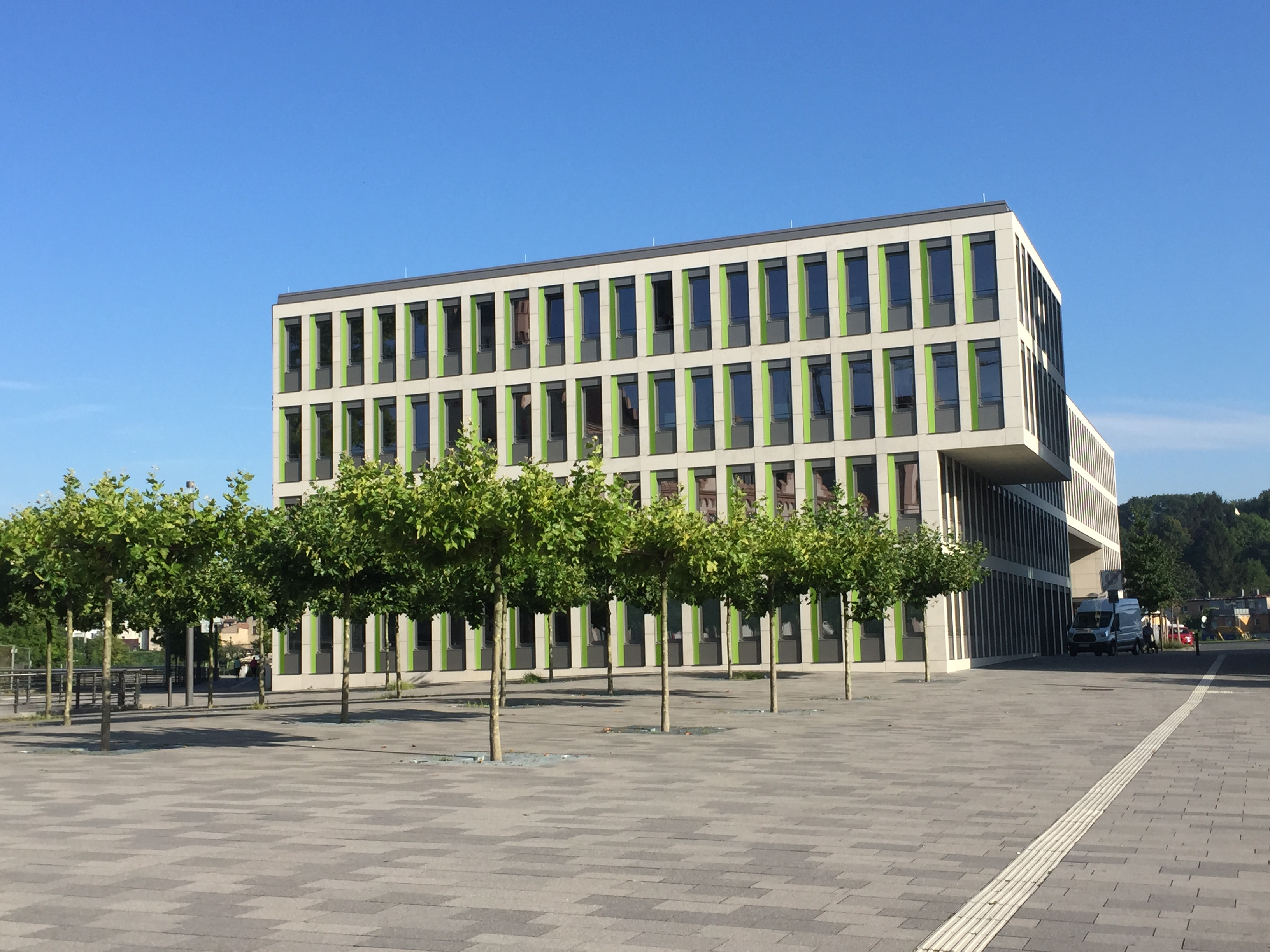
Zalando IT Center (Dock 1), Phoenix-See, Dortmund

Zalando è stata creata in Germania nel 2008 inizialmente con il nome di Ifansho da Robert Gentz e David Schneider. Inizialmente la società era guidata dalla Rocket Internet GmbH. Ispirata al modello statunitense per la vendita di scarpe online, Zalando inizialmente si occupa della vendita di calzature ma espanderà presto la propria offerta.
Nel 2009, Zalando inizia ad offrire il proprio servizio in Austria e l'anno che segue essa lancia la propria offerta commerciale nei Paesi Bassi ed in Francia. Nel 2011 comincia la sua attività in Italia, oltre che in Svizzera e in Regno Unito. Nel 2012 espande ancor più il proprio mercato in Svezia, Danimarca, Finlandia, Belgio, Spagna e Polonia. Nel 2013, tramite Zalando.be, si espande anche in Lussemburgo. Nel 2015 Zalando apre un centro logistico in Italia, il primo fuori dalla Germania , a Stradella in Provincia di Pavia, in collaborazione con l'azienda di logistica Fiege.
Nel Marzo 2017, Zalando acquisisce, per una cifra non nota, l'azienda di scarpe da basket tedesca Kickz. Al momento dell'acquisizione, Kickz possedeva 15 negozi in Germania.
Nel 2018, Zalando apre una sezione di cosmetici in Germania, Polonia e Austria. Ha inoltre aperto un negozio sperimentale a Berlino, in Germania, specializzato in cosmetici. I profitti del settore cosmetico dell'azienda sono cresciuti molto rapidamente nel corso degli anni successivi, arrivando a triplicare tra il 2019 e il 2020.
Sempre nel 2018, Zalando ha espanso la propria collaborazione con i negozi fisici in Germania e allargato la propria offerta anche a Irlanda e Repubblica Ceca.
A inizio 2020 Zalando apre un secondo centro in Italia, a Nogarole Rocca, in Provincia di Verona. Nel corso dello stesso anno, il centro è diventato l'oggetto di una controversia sindacale riguardo alla tipologia dei contratti utilizzata, che ha coinvolto anche l'allora Ministro del Lavoro e le Politiche Sociali, Nunzia Catalfo. La controversia si è poi risolta, con soddisfazione delle parti coinvolte, con la stabilizzazione di numerosi contratti precari.
Nell'Ottobre 2020, si è formato per la prima volta all'interno dell'azienda un congresso dei lavoratori con 31 membri eletti, che si è riunito per la prima volta l'11 Novembre 2020.
A Dicembre 2020, Rubin Ritter, uno degli amministratori delegati dell'azienda ha annunciato che avrebbe lasciato il proprio ruolo nel 2021, due anni prima della scadenza del suo contratto, per permettere alla moglie di perseguire i propri obiettivi di carriera.

## Fatturato
Il fatturato per il 2010 varia tra € 101,2 milioni e 159 milioni di euro secondo diverse fonti. Un giro d'affari di oltre 200 milioni di euro è stato registrato per i primi sei mesi del 2011. Per il 2012 il fatturato ha toccato 1 miliardo di euro. Nel 2017 era di 6.53 miliardi di €.

## Azionariato
- Kinnevik AB (21.27%)[20]
- Baillie Gifford & Co (11.54%)[20]
- Blackrock (3.28%)[20]
- Vanguard (2.95%)[20]
- T. Rowe Price (4.90%)[20]
- Anders Holch Povlsen (10.03%)[20]

Data: ottobre 2020

## Paesi dove è diffuso

Nazioni in cui opera

| Paese           | Diffuso dal |
| --------------- | ----------- |
| Germania        | 2008        |
| Austria         | 2009        |
| Francia         | 2010        |
| Paesi Bassi     | 2010        |
| Svizzera        | 2011        |
| Italia          | 2011        |
| Regno Unito     | 2011        |
| Belgio          | 2012        |
| Spagna          | 2012        |
| Polonia         | 2012        |
| Svezia          | 2012        |
| Danimarca       | 2012        |
| Finlandia       | 2012        |
| Norvegia        | 2012        |
| Lussemburgo     | 2013        |
| Irlanda         | 2018        |
| Repubblica Ceca | 2018        |